# 乌尔夫·斯特纳
乌尔夫·斯特纳（瑞典語：Ulf Sterner，1941年2月11日—），瑞典男子冰球运动员。他曾代表瑞典参加1960年和1964年冬季奥林匹克运动会冰球比赛，其中1964年冬季奥运会获得一枚银牌。